# Henri Toussaint
Pour les articles homonymes, voir Toussaint (homonymie).
Charles Henri Toussaint dit Henri Toussaint, né à Paris le 10 avril 1849 et mort dans la même ville le 25 septembre 1911, est un peintre, illustrateur et graveur français.
Il est le père du peintre et illustrateur Maurice Toussaint (1882-1974).

## Biographie
Charles Henri Toussaint naît à Paris (ancien 10e arrondissement) le 10 avril 1849.
Il est l'élève de Léon Gaucherel, Alfred-Louis Brunet-Debaines et Charles Waltner. Il se fait remarquer au Salon de Paris en 1874, puis est récompensé en 1876, 1884, 1899 et 1900. Il participe en 1885 à l'Exposition internationale de blanc et noir où il obtient une médaille d'argent de 2e classe en 3e section Gravures.
Il épouse Louise Bédelet, fille de l'éditeur et libraire parisien Amédée Bédelet.
Il est connu pour ses nombreuses estampes figurant l'architecture de Paris et des villes de province (Amiens, Rouen, Reims, etc.). On lui doit également des études, notamment sur Oxford, Cambridge et Liverpool.
Henri Toussaint meurt dans le 16e arrondissement de Paris le 25 septembre 1911.

## Récompenses
- Mention honorable et médaille de 3e classe au Salon de 1884.
- Médaille de bronze à l'Exposition universelle de 1889.
- Médaille de bronze à l'Exposition universelle de 1900.

Affiches d'Henri Toussaint
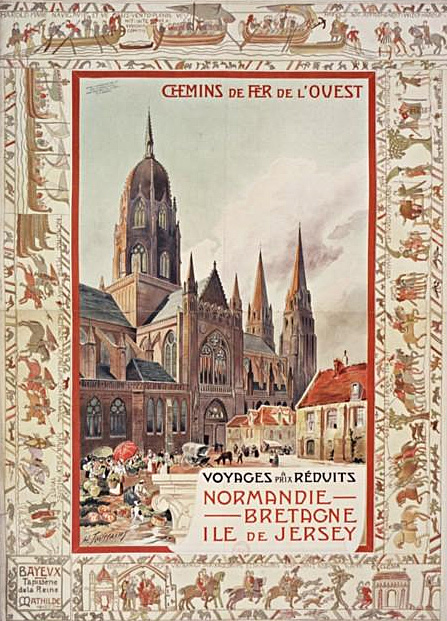
Chemins de fer de l'Ouest : Bayeux (1900)
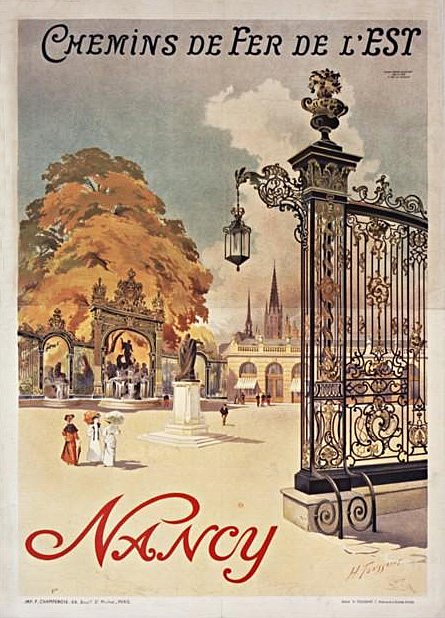
Chemins de fer de l'Est : Nancy (1907)